# سيدي يايا توريه
سيدي يايا توريه (بالإنجليزية: Sidi Yaya Keita)‏ (مواليد 20 مارس 1985 في باماكو) لاعب كرة قدم مالي دولي يجيد اللعب في خط الوسط . يلعب حاليا في نادي لنس الفرنسي منذ 2006 .